# Tre Giorni Orobica
Les Tre Giorni Orobica sont une course cycliste italienne disputée au mois de juillet dans la province de Bergame, en Lombardie. La première édition s'est tenue à la fin du XXe siècle, en 1999. Elle est réservée aux coureurs de catégorie junior (moins de 19 ans). 
De 2008 à 2010, elle est inscrite au calendrier international junior de l'UCI.
En 2019, les Tre Giorni Orobica ne sont pas organisés.  

## Palmarès
| Année | Vainqueur          | Deuxième           | Troisième           |
| ----- | ------------------ | ------------------ | ------------------- |
| 1999  | Daniele Rossi      |                    |                     |
| 2000  | Andrea Curino      |                    |                     |
| 2001  | non organisé       |                    |                     |
| 2002  | Francesco Gavazzi  |                    |                     |
| 2003  | Enrico Peruffo     |                    |                     |
| 2004  | Eros Capecchi      |                    |                     |
| 2005  | Lorenzo Caneschi   |                    |                     |
| 2006  | Stefano Locatelli  | Fabio Fadini       | Luigi Saronni       |
| 2007  | Stefano Locatelli  | Enrico Barbin      | Adam Semple         |
| 2008  | Fabio Felline      | Colin Walczak      | Enrico Barbin       |
| 2009  | Francesco Sedaboni | Gennadi Tatarinov  | Tim Wellens         |
| 2010  | Jay McCarthy       | Lorenzo Di Remigio | Andrea Zordan       |
| 2011  | non organisé       |                    |                     |
| 2012  | Umberto Orsini     | Giacomo Peroni     | Simone Bettinelli   |
| 2013  | Filippo Zaccanti   | Giacomo Tomio      | Massimiliano Canton |
| 2014  | Riccardo Verza     | Edoardo Affini     | Giacomo Giuliani    |
| 2015  | Nicola Conci       | Evgeny Kazanov     | Alessandro Covi     |
| 2016  | Alessandro Monaco  | Alessandro Covi    | Evgeny Kazanov      |
| 2017  | Samuele Rubino     | Filippo Zana       | Luca Rastelli       |
| 2018  | Andrea Piccolo     | Karel Vacek        | Antonio Tiberi      |